# Olivo Krause
Olivo Wilhelm Eduard Oskar Krause (født 2. juli 1857, død 20. juli 1927) var en dansk oboist og komponist
Olivo Krause fik som barn musikundervisning og optrådte offentligt som 11-årig efter han havde modtaget undervisning af Christian Schiørring. I 1873-76 var han elev på konservatoriet og var nogle år violinist i Tivolis orkester under Balduin Dahl, og det var der han i 1879 fik sin debut på oboen, i 1882 blev han oboist i Det Kongelige Kapel og fra 1893-1919 var han solooboist. 
Olivo Krause komponerede for sine egne instrumenter nogle obostykker og en violinsonate, desuden klaverstykker og sange. Hans største værk, operaen Popoff blev aldrig opført.
Krause blev udnævnt til Ridder af Dannebrog i 1907 og kgl. kammermusikus i 1914.
Han er begravet på Vestre Kirkegård.

## Gengivelser
- Portrætmaleri af Sally Philipsen. Flere tegninger af Emil Krause. Relief af Carl Bonnesen
- Fotografier af Hansen & Weller og Christian Franzen (Det Kongelige Bibliotek)